# Davies-Kliffs
Das Davies-Kliffs sind rund 600 m hohe Kliffs auf der westantarktischen Rothschild-Insel westlich der Alexander-I.-Insel. Sie ragen ostsüdöstlich des Enigma Peak auf.
Der British Antarctic Survey nahm 1975 und 1977 Vermessungen vor. Das UK Antarctic Place-Names Committee benannte sie 1980 nach Robin Albert Davies (* 1951), einem Mitarbeiter und Stationsleiter des Survey auf der Adelaide-Insel und der Rothschild-Insel.